# SES-6
O SES-6 é um satélite de comunicação geoestacionário europeu construído pela EADS Astrium, ele está localizado na posição orbital de 40,5 graus de longitude oeste e é operado pela SES World Skies divisão da SES. O satélite foi baseado na plataforma Eurostar-3000, possui um total de 114 transponders e sua expectativa de vida útil é de 15 anos.

## História
A SES World Skies ordenou em maio de 2010 a construção do satélite híbrido SES-6  pela EADS Astrium para ser entregue em 2013. Ele substituiu o envelhecido satélite NSS-806.
O SES-6 oferece 50 por cento mais capacidades de banda C para a comunidade de cabo, e manter a capacidade única de distribuir o conteúdo entre as Américas e a Europa no mesmo feixe de alta potência. Além disso, o SES-6 oferece uma atualização substancial de capacidade banda Ku na região com vigas de alta potência dedicados ao Brasil, ao Cone Sul, a região andina, a América do Norte, o México, a América Central e o Caribe, além de oferecer uma carga inovadora para apoiar comunicação móvel marítimo e serviços aeronáuticos nas rotas altamente demandados na América do Norte, Golfo do México, em todo o Atlântico Norte e a Europa.
O novo satélite SES-6, que é quase duas vezes maior que o NSS-806, tem um total de cinco vigas de banda Ku direcionáveis, incluindo quatro vigas para as Américas e um feixe abrangendo a região do Oceano Atlântico.

## Lançamento
O satélite foi lançado com sucesso ao espaço no dia 3 de junho de 2013, às 09:18:31 UTC, por meio de um veículo Proton-M/Briz-M a partir do Cosmódromo de Baikonur, no Cazaquistão. Ele tinha uma massa de lançamento de 6.100 kg.

## Capacidade e cobertura
O SES-6 é equipado com 38 transponders em banda C e 36 em banda Ku, equivalentes a 43 transponders em banda C e 48 em banda Ku de 36 MHz, para prestação de serviços ao Brasil, ao Cone Sul, a região andina, na América do Norte, México, América Central e Caribe. Também com uma carga inovadora para serviço móvel marítimo e serviços aeronáuticos que cobre a América do Norte, o Golfo do México, o Atlântico Norte e a Europa.
Em 2014, o satélite fez transmissões bem-sucedidas de 4 jogos da Copa do Mundo no formato UHDTV.